# Liao Li-seng
Liao Li-seng (Liao Lisheng) (egyszerűsített kínai írással: 
廖力生; Csiejang (Jieyang), 1993. április 29. –) kínai labdarúgó, az élvonalbeli Kuangcsou Evergrande játékosa.

## Klubcsapatokban
Pályafutását 2011-ben a harmadosztályú Dongguan Nanchengben kezdte. 2013-ban szerződött a Kuang-csou Hengdához. Itt az olasz válogatott világbajnok szövetségi kapitánya, Marcello Lippi edzette. 2013-ban és 2014-ben megnyerték a bajnoki címet. 2013-ban a kontinens legrangosabb trófeáját, az AFC-bajnokok ligáját is megnyerték. 2014-ben a visszavonuló Lippi helyett a szintén világbajnok Fabio Cannavaro lett a vezetőedző. 2019. február 17-én kölcsönbe került egy évre a Tiencsin Csüancsien csapatához.

## Válogatottban
2014-ben debütált a kínai labdarúgó-válogatottban. Tagja a 2015-ös Ázsia-kupa keretnek.

## Sikerei, díjai
- Kuangcsou Evergrande
  - Kínai bajnok: 2013, 2014, 2015, 2016, 2017
  - Kínai kupa: 2016
  - Kínai szuperkupa: 2016, 2017
  - AFC-bajnokok ligája: 2013, 2015